# Sangue-de-dragão

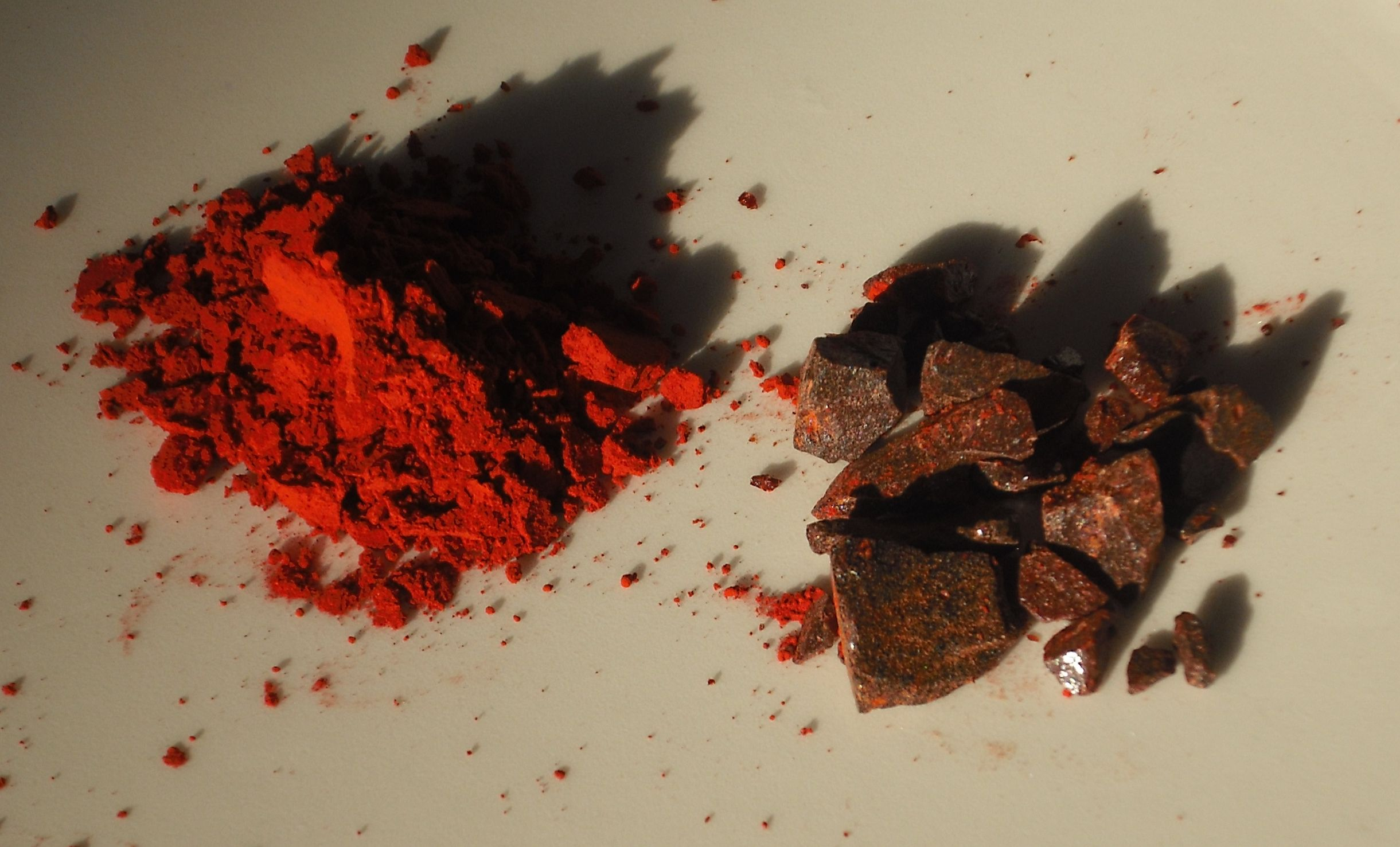
Sanguis draconis («sangue de dragão»), nas formas de pigmento pulverizado e de incenso (usada para fins de medicina tradicional).

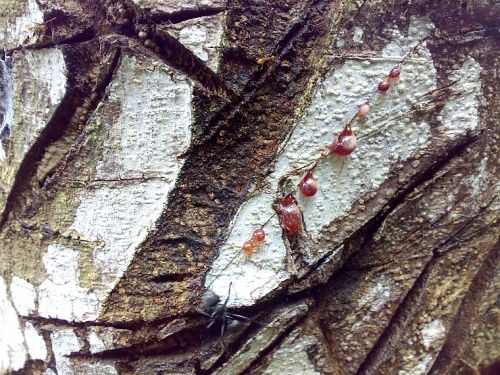
Seiva sendo extraída de uma Croton lechleri

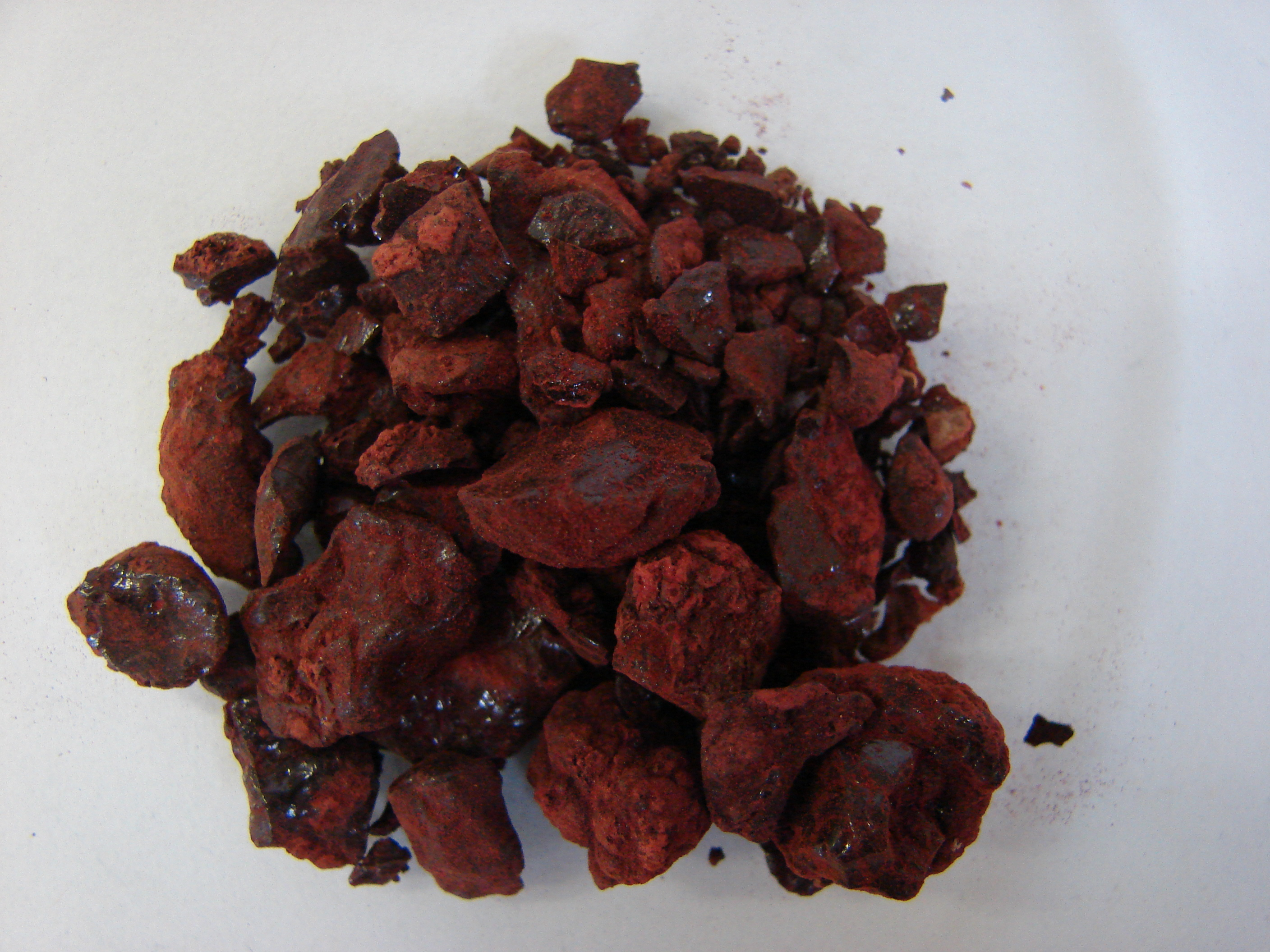
Sangue de dragão (como raspado da planta).

Sangue de dragão (quando em preparados farmacêuticos sanguis draconis) é uma resina vermelha, brilhante, obtida a partir da seiva de algumas espécies dos géneros botânicos Croton, Dracaena, Daemonorops, Pterocarpus e Calamus, sendo na antiguidade em geral obtida a partir da espécie Dracaena draco (o dragoeiro). Esta resina vermelha foi usada desde a Antiguidade Clássica europeia como verniz e pigmento vermelho em pintura artística e como aditivo em preparados de medicina tradicional, produção de incenso e como pigmento em tinturaria. Embora de forma restrita, continua a ser empregue para esses propósitos.

## No Brasil
A seiva extraída da Croton lechleri e da Croton urucurana é usada por alguns povos amazônicos no Brasil, Peru, Bolivia e Equador como cicatrizante e anti-inflamatório, utilizado como uma forma de bandagem líquida.

## Lista de espécies produtoras de «sangue-de-dragão»
- Calamus rotang L.
- Croton draconoides Müll. Arg.
- Croton draco Schltdl. & Cham.
- Croton lechleri Müll. Arg.
- Croton palanostigma
- Croton urucurana Baill.
- Croton xalapensis Kunth
- Daemonorops draco Blume
- Daemonorops didymophylla Becc.
- Daemonorops micranthus Becc.
- Daemonorops motleyi Becc.
- Daemonorops rubra (Reinw. ex Blume) Mart.
- Daemonorops propinquus Becc.
- Dracaena cinnabari Balf.f.
- Dracaena cochinchinensis Hort. ex Baker
- Dracaena draco (L.) L.
- Pterocarpus officinalis Jacq.